# Эбурдин, Патриция
Патри́ция Аберди́н или Эбурди́н (англ. Patricia Aburdene) — американский футуролог и коуч.
Вместе с бывшим мужем Джоном Нэсбиттом (англ. John Naisbitt) выпустила серию книг под общим заголовком «Мегатенденции» (Megatrends), каждая из которых была посвящена прогнозу на предстоящее десятилетие. Одна из этих книг, посвящённая тенденциям 1990-х гг., была переведена на русский язык.
Выступает с лекциями в разных странах мира, занимается профессиональным коучингом.

## Сочинения
- Нэсбитт Дж., Эбурдин П. Что нас ждёт в 90-е годы. Мегатенденции. Год 2000. — М.: Республика, 1992. — 416 с. ISBN 5-250-01734-7